# László Bíró de Kezdi-Polany

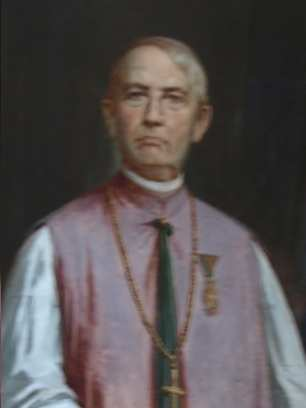
László Bíró de Kezdi-Polany

László Bíró de Kezdi-Polany (* 6. Januar 1806 in Nagysomkút, Kaisertum Österreich; † 21. Januar 1872 in Szatmárnémeti, Königreich Ungarn) war ein ungarischer Geistlicher und römisch-katholischer Bischof von Satu Mare.

## Leben
Er wurde am 1. Oktober 1829 zum Diakon und am 1. Dezember des gleichen Jahres zum Priester geweiht.
Am 28. Dezember 1866 wurde er mit kaiserlichem Dekret Franz Josef I. zum Bischof von Sathmar ernannt. Diese Ernennung bestätigte Papst Pius IX. am 22. Februar 1867. Konsekriert wurde er am 11. April des gleichen Jahres in Wien durch den Apostolischen Nuntius in Österreich, Mariano Falcinelli Antoniacci OSB.
Er war Konzilsvater beim Ersten Vatikanischen Konzil 1869/70. Er förderte die studentische Jugend und nahm sich besonders der Armen, Waisen und alten Menschen an. Er gründete ein Waisenhaus für Mädchen und ließ Lehrerinnen und Kindergärtnerinnen ausbilden. Zur Finanzierung errichtete er einen Pensionsfonds der Diözese.
Er starb am 21. Januar 1872 in Sathmar und wurde in der Krypta der Christi-Himmelfahrts-Kathedrale von Sathmar beigesetzt.